# Ryan Smyth
Ryan Alexander Gordon Smyth, född 21 februari 1976 i Banff, Alberta, är en kanadensisk före detta professionell ishockeyspelare som sist spelade för Edmonton Oilers i NHL. Smyth draftades av Edmonton Oilers i den första rundan 1994 som 6:e spelare totalt.
Ryan Smyth är troligen mest känd för sin tid i Edmonton Oilers där han spelade totalt elva säsonger från 1994–95 till 2006–07, och för vilka han svarade för 549 poäng på mindre än 700 matcher. Detta gjorde honom till en stor publikfavorit i klubben, och när han i en match med Colorado Avalanche i oktober 2007 gästade sitt gamla lag så blev han kärt omhändertagen av stående ovationer och beröm. Smyth kom tillbaka till Oilers inför säsongen 2011–12.
I juli 2007 skrev Smyth på för Colorado Avalanche, ett långtidskontrakt värt $31,2 miljoner dollar. Den 3 juli 2009 byttes Smyth bort till Los Angeles Kings.

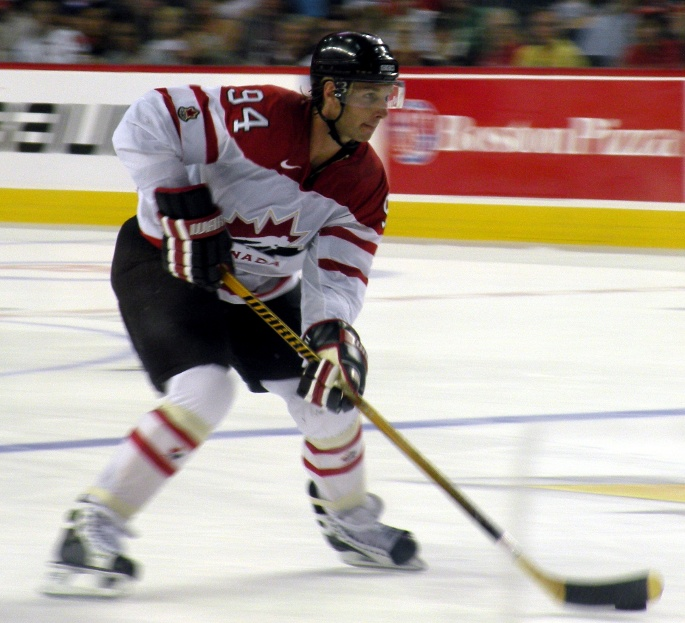
Ryan Smyth.

Smyth representerade Kanadas landslag vid ett antal tillfällen. Bland hans största meriter i internationella idrottssammanhang kan OS 2002 i Salt Lake City nämnas, då man lyckades besegra USA med 5-2 i den avgörande finalen.

## Statistik

### Klubbkarriär
| 1991–92    | Moose Jaw Warriors | WHL        | 2    | 0   | 0   | 0   | 0   | —  | —  | —  | —  | —  |
| 1992–93    | Moose Jaw Warriors | WHL        | 64   | 19  | 14  | 33  | 59  | —  | —  | —  | —  | —  |
| 1993–94    | Moose Jaw Warriors | WHL        | 72   | 50  | 55  | 105 | 88  | —  | —  | —  | —  | —  |
| 1994–95    | Moose Jaw Warriors | WHL        | 50   | 41  | 45  | 86  | 66  | 10 | 6  | 9  | 15 | 22 |
| 1994–95    | Edmonton Oilers    | NHL        | 3    | 0   | 0   | 0   | 0   | —  | —  | —  | —  | —  |
| 1995–96    | Cape Breton Oilers | AHL        | 9    | 6   | 5   | 11  | 4   | —  | —  | —  | —  | —  |
| 1995–96    | Edmonton Oilers    | NHL        | 48   | 2   | 9   | 11  | 28  | —  | —  | —  | —  | —  |
| 1996–97    | Edmonton Oilers    | NHL        | 82   | 39  | 22  | 61  | 76  | 12 | 5  | 5  | 10 | 12 |
| 1997–98    | Edmonton Oilers    | NHL        | 65   | 20  | 13  | 33  | 44  | 12 | 1  | 3  | 4  | 16 |
| 1998–99    | Edmonton Oilers    | NHL        | 71   | 13  | 18  | 31  | 62  | 3  | 3  | 0  | 3  | 0  |
| 1999–00    | Edmonton Oilers    | NHL        | 82   | 28  | 26  | 54  | 58  | 5  | 1  | 0  | 1  | 6  |
| 2000–01    | Edmonton Oilers    | NHL        | 82   | 31  | 39  | 70  | 58  | 6  | 3  | 4  | 7  | 4  |
| 2001–02    | Edmonton Oilers    | NHL        | 61   | 15  | 35  | 50  | 48  | —  | —  | —  | —  | —  |
| 2002–03    | Edmonton Oilers    | NHL        | 66   | 27  | 34  | 61  | 67  | 6  | 2  | 0  | 2  | 16 |
| 2003–04    | Edmonton Oilers    | NHL        | 82   | 23  | 36  | 59  | 70  | —  | —  | —  | —  | —  |
| 2005–06    | Edmonton Oilers    | NHL        | 75   | 36  | 30  | 66  | 58  | 24 | 7  | 9  | 16 | 22 |
| 2006–07    | Edmonton Oilers    | NHL        | 53   | 31  | 22  | 53  | 38  | —  | —  | —  | —  | —  |
| 2006–07    | New York Islanders | NHL        | 18   | 5   | 10  | 15  | 14  | 5  | 1  | 3  | 4  | 4  |
| 2007–08    | Colorado Avalanche | NHL        | 55   | 14  | 23  | 37  | 50  | 8  | 2  | 3  | 5  | 2  |
| 2008–09    | Colorado Avalanche | NHL        | 77   | 26  | 33  | 59  | 62  | —  | —  | —  | —  | —  |
| 2009–10    | Los Angeles Kings  | NHL        | 67   | 22  | 31  | 53  | 42  | 6  | 1  | 1  | 2  | 6  |
| 2010–11    | Los Angeles Kings  | NHL        | 82   | 23  | 24  | 47  | 35  | 6  | 2  | 3  | 5  | 0  |
| 2011–12    | Edmonton Oilers    | NHL        | 82   | 19  | 27  | 46  | 82  | —  | —  | —  | —  | —  |
| NHL totalt | NHL totalt         | NHL totalt | 1151 | 374 | 432 | 806 | 892 | 87 | 28 | 31 | 59 | 88 |

### Internationellt
| År            | Lag           | Turnering     |    | Matcher | Mål | Assist | Poäng | Utv |
| ------------- | ------------- | ------------- | -- | ------- | --- | ------ | ----- | --- |
| 1995          | Kanada        | JVM           | 7  | 2       | 5   | 7      | 4     |     |
| 1999          | Kanada        | VM            | 9  | 0       | 2   | 2      | 12    |     |
| 2000          | Kanada        | VM            | 9  | 3       | 6   | 9      | 0     |     |
| 2001          | Kanada        | VM            | 7  | 2       | 3   | 5      | 4     |     |
| 2002          | Kanada        | OS            | 6  | 0       | 1   | 1      | 0     |     |
| 2002          | Kanada        | VM            | 7  | 4       | 0   | 4      | 2     |     |
| 2003          | Kanada        | VM            | 9  | 2       | 2   | 4      | 2     |     |
| 2004          | Kanada        | VM            | 9  | 2       | 2   | 4      | 2     |     |
| 2004          | Kanada        | WC            | 6  | 3       | 1   | 4      | 2     |     |
| 2005          | Kanada        | VM            | 9  | 2       | 1   | 3      | 6     |     |
| 2006          | Kanada        | OS            | 6  | 0       | 1   | 1      | 4     |     |
| Senior totalt | Senior totalt | Senior totalt | 77 | 18      | 19  | 37     | 34    |     |